# 夏敏
夏敏（1960年—），汉族，中华人民共和国政治人物、第十一届全国政协委员。
加入中国民主建国会，担任北京九华山庄国际保健俱乐部集团有限公司董事长。2008年，当选第十一届全国政协委员，代表中国民主建国会，分入第七组。并担任提案委员会专委。